# Victor Billet
 (juillet 2017).
Le lieutenant de vaisseau Victor Billet est un officier de la Marine belge qui vécut durant la Seconde Guerre mondiale.

## Biographie
Victor Billet est né à Saint-Josse-ten-Noode, le 3 mai 1902.
Il commence sa formation de marin à l’âge de 17 ans et sert sur plusieurs bâtiments de la marine marchande (appelée à l'époque la "Marine d'Etat"), notamment dans la colonie belge du Congo.
Il obtient son brevet de capitaine au long cours en avril 1931.
En mai 1940, il rejoint l’Angleterre pour participer à l’effort de guerre au côté des Alliés. Il multiplie les démarches qui aboutiront à la formation d’une Section belge de la Royal Navy.
En mai 1942, Victor Billet reçut une formation de commando au Dundonald Camp qui préparait les délicates missions des opérations combinées, particulièrement le débarquement de Dieppe, planifié en août 1942 pour tester les défenses du mur de l’Atlantique. Le lieutenant de vaisseau Billet s’était porté volontaire pour cette opération périlleuse au cours de laquelle il trouva la mort le 19 août 1942.
La Croix de Chevalier de l’Ordre de Léopold et la Croix de guerre 1940-1945 lui furent attribuées à titre posthume.

## Postérité
Victor Billet a aussi donné son nom à un bâtiment de la Marine belge, la frégate Lieutenant ter Zee Victor Billet (F910).  
Il est le parrain de la 146e promotion "Sciences sociales et militaires" de l'École royale militaire.